# Рудий літак
«Рудий літак» (вірм. Շեկ ինքնաթիռ) — радянський художній фільм-драма 1976 року режисерів Арнольда Агабабова і Аркадія Айрапетяна.

## Сюжет
Щасливий газетний фоторепортер Захар випадково зустрічає дивовижну рудоволосу дівчину з селища Єрофій Павлович і проводить з нею цілий день. Дівчина зникає так само раптово, як і з'явилася, але залишає в душі героя глибокий слід.

## У ролях
- Карен Джанібекян — Захар
- Лаура Вартанян — Нара
- Світлана Переладова — Ія
- Артуш Гедакян — Сако
- Володимир Мсрян — епізод
- Арусь Папян — епізод
- Аркадій Тер-Казарян — епізод
- Ашот Нерсесян — епізод
- Марія-Роза Абусефян — епізод
- Каджик Барсегян — епізод
- Вреж Акопян — епізод
- Олександр Оганесян — епізод

## Знімальна група
- Режисери — Арнольд Агабабов, Аркадій Айрапетян
- Сценарист — Арнольд Агабабов
- Оператор — Рудольф Ватинян
- Композитор — Роберт Амірханян